# Fressingfield
Fressingfield – wieś w Anglii, w hrabstwie Suffolk, w dystrykcie Mid Suffolk. Leży 34 km na północ od miasta Ipswich i 136 km na północny wschód od Londynu.